# Eucithara gruveli
Eucithara gruveli is een slakkensoort uit de familie van de Mangeliidae. De wetenschappelijke naam van de soort is voor het eerst geldig gepubliceerd in 1932 door Dautzenberg.